# Братчина
Братчина (братщина, братшина) — вид пирования на Руси, совершаемое в складчину в определённое время и на котором могли решаться внутренние вопросы сельского или городского общества. Словом братчина назывались также сельская общинная, религиозно-общинная или городская ремесленная (цеховая) корпорация. У каждой такой общины или корпорации имелся свой святой покровитель и годовой праздник.

## Праздничные братчины
Обычно братчину устраивали на Николин день (Никольщина), Покров (Покровщина) или Рождество (Рождественская), а также на Масленицу и храмовой праздник. Ещё в XIX веке в них принимали участие вместе с крестьянами и некоторые владельцы. Иногда такие застолья сопровождались драками, в связи с чем духовенство советовало помещикам не участвовать в крестьянских братчинах. Для разбирательства возможных ссор и драк, из числа участвовавших на пиру-братчине, избирались братчинники.

## Содержание братчины
- Товарищество, братство, артель, с правом самосуда, которое удержалось за ней до конца XVII века. Во главе её стоял выборный староста, ведавший хозяйство братчины и наблюдавший за порядком во время пированья. Впрочем, под конец дела уголовные были изъяты из ведения братчины.
- Складчина, ссыпщина, пир на общий счёт, называемый иногда братовщиною и братовщинками; участники в ней назывались ссыпцами, вероятно, от того, что в старину каждый жертвовал на варение пива и браги зерном.

## Обычаи
Русская братчина нередко сочеталась с храмовыми, установленными по обету, отдельными годовыми, наиболее чтимыми праздниками («Никольщина», «Михайловщина», «Кузминки», «Покровщина» и тому подобными). Иногда братчины связывались с окончанием сбора урожая, с Ильиным днём.
Для ритуальной общесельской трапезы на Русском Севере особо выкармливали и закалывали жертвенное животное — чаще всего быка, вола или барана — и варили в большом котле. Отсюда русское: архангельская «котельная вера». Трапезный стол был длинным («порой саженей до 30»), а мясо из котла делилось на две части: церковному причту и прихожанам по числу семей. Помимо мяса жертвенными продуктами были хлеб, воск и мёд, из которого варили пиво. Так, на Вологодчине (Грязовецкий уезд) в Ильин день в деревне пекли огромный каравай «для всего мира» (из-за этого ломали устье печи) и 12 караваев поменьше. У русских братчиной назывались и общие празднования в складчину (также ссыпщина, ссыпка, мирщина) разного характера и приуроченности. Среди них выделялись законодательно установленные «пивные» братчины (частным лицам разрешалось варить пиво до четырёх раз в год к церковным и семейным праздникам), к ним относились и популярные братчины — «никольщины» в честь «пивного бога» Николы. Сравни русское наниколиться — напиться в Николин день. На братчину избирался староста, руководящий пиршеством.
В восточной Белоруссии (Могилёвщина, Гомельщина) и в южно-русской зоне (Жиздринский уезд) в городах и сёлах существовали «свечные» братчины — общества, собиравшие в праздник мёда и воска по 10 пудов. Братчики делали большую свечу, иногда в два пуда, по очереди определяя, кому за кем ежегодно принимать в свой дом «мирскую» или «братскую» свечу, которая называлась также свеча васильевская, благовещенская, юрьевская, никольская, ильинская и тому подобные в соответствии с праздниками, когда её впервые зажигали. Свечу зажигали «на куте» накануне праздника, и хозяин с домашними, а также братчиками и их семьями пировали за столом с водкой, и на следующее утро свечу относили в церковь к обедне для освящения и вновь возвращали в дом, чтобы она горела при повторном пиршестве, при «гулянии свечи», и под конец его переносили в дом хозяина-братчика, очередь которого приходилась на будущий год.

## Основные источники по братчине
- Первая фиксация братчины под 1159 г. в Ипатьевской летописи в связи с борьбой между князем Ростиславом и жителями Полоцка[7];
- Множество однотипных грамот, объединяемых под одной тематикой — запрет ходить незванными на пиры и братчины[8];
- В Псковской судной грамоте идёт речь о предоставлении возможности на братчинах учинять суд[9];
- О братчине говорится в эпических произведениях — о Василии Буслаеве[10], о Горе-Злочастии[11].